# SFCG
株式会社SFCG（エスエフシージー）は、かつて存在した日本の貸金業者（ノンバンク）。主に事業者向けローン（事業者金融）・手形割引等を扱っていた。旧商号は、株式会社商工ファンド。民事再生手続を廃止し、破産手続に移行した。

## 概要
1978年に、株式会社商工ファンドとして設立。銀行からの借り入れが困難な中小企業向けに貸し付けを行う、いわゆる商工ローン（事業者金融）として成長。取り立て方法が問題化し始めた後の2002年11月に、現在の株式会社SFCGに商号を変更した。これは、商工ファンドカンパニーグループ（Shoko Fund Company Group）の略である。
2007年6月に、全国各地（元々支店がなかった沖縄県を除く）に金融子会社である「株式会社○○（都道府県名）アセットファイナンス」46社を設立し、顧客に対する融資はこの各子会社が担当することとし、全国の支店を廃止した。その後SFCGは、東京都のみに営業店を有する、東京都管轄の貸金業者（登録番号：東京都知事(1)第30884号）となり、主に上記アセットファイナンス各社からの債権買取、管理業務を行っていた。
親会社は、長らく創業者の大島健伸の資産管理会社である株式会社KEホールディングスや株式会社ケン・エンタープライズであった（出資構造は時々変更があった）。しかし、民事再生申立て（後述）に先立つ2009年2月18日に、日本振興銀行株式会社が、SFCGの債務の物上保証として、親会社の株式会社KEホールディングスが担保提供していたSFCG株（約11%相当）について、担保権を実行したため、同銀行が第2位の株主となり、株式会社KEホールディングスは親会社ではなく「その他関係会社」に該当することとなった（筆頭株主ではある）。外国人持株比率が2007年時点で22%であり、SFCGによれば「圧倒的な外国人持株比率」と主張している 。

### 経営破綻し破産へ
2008年3月には15,000円ほどあった同社株価が、リーマン・ブラザーズ・グループから巨額の借り入れ（2007年7月時点で734億3300万円、2008年9月時点で52億9000万円）をしていたこともあり、サブプライムローン問題を端緒とした、リーマン・ショックをはじめとする世界金融危機の影響をもろに受け、株価が同年10月には14,000円以上落ちるという結果となった。
過払い金返還訴訟や取立をめぐる損害賠償請求訴訟が相次いでいた中、2008年8月のアーバンコーポレイションの破綻をきっかけに資金繰りが悪化し、同年9月のリーマン・ショック以降は資金調達が困難になる。貸し剥がしとも言われた強引な資金回収を行ったものの、遂には決算資金まで行き詰まる事態となり、2009年2月23日に、東京地方裁判所第20部へ民事再生法の適用を申請して受理された。負債総額は3380億4000万円。
その後、保有する債権を約700億円相当を、日本振興銀行と複数の信託銀行に二重譲渡していたことが、民事再生手続中に発覚。約38億円の税金滞納で、銀行預金の差し押さえを受けた。さらに、3月23日に、2008年7月期決算につき粉飾決算による違法配当を行っていた疑いがあるとして、被害対策弁護団が、大島について東京地方検察庁に、会社法違反で告発するに至った。このような事情があり、債権者らの同意が得られる見通しがなくなったばかりか、近く貸金業登録の取り消し処分がなされる見込みとなったことで再建が困難となり、3月24日に東京地方裁判所は民事再生手続の廃止を決定。これを受けて、同年4月21日に破産手続開始決定、会社は清算されて、会社財産は債権者に分配される予定である。SFCGが返還を求められる可能性のある過払い金が約2100億円存在することが判明し、負債総額は約5480億円に及ぶことが判明した。
破産管財人である弁護士の瀬戸英雄が記者会見で明らかにしたところによると、破綻直前のSFCGでは、以下の財産流出行為が行われていた。
- 2008年10月以降、貸付債権約1420億円分を、関連会社や大島の親族会社などに無償譲渡か、安値売却した。
- 2009年2月に行った民事再生手続開始の申立て直前に、子会社株式など約1238億円分の財産を、関係会社等に譲渡した。
- 東京都渋谷区松濤にある大島の自宅を、親族会社（代表取締役は大島の妻）の所有とし、SFCGが家賃として月1525万円を支払っていたが、2008年10月からは月3150万円に引き上げた。
- 2008年8月に、役員報酬を、他の役員は全員月額30万円だったにもかかわらず、大島の報酬のみ月額2000万円から月額9700万円に増額した。

破産管財人は、会社法違反（特別背任）や民事再生法違反（詐欺再生）の被疑事実で、大島ほか旧経営陣を告発。2009年5月8日、過払い金債権者法人44社などが、東京地方裁判所に大島の破産を申し立てた。2009年6月2日、東京地裁は、破産法に基づく損害賠償額の査定を破産管財人が求めていたことに対し、大島の責任を認め、約717億円の賠償額を認める決定を出した。2009年6月4日、東京地裁は、大島本人の破産手続き開始を決定した。
2010年6月16日、警視庁刑事部捜査第二課は破産管財人から告発されている上記の容疑などで、大島健伸ら4人を逮捕した。大島のみ起訴されたが、無罪となった。

## 沿革
- 1978年12月10日 - 株式会社商工ファンド設立。商業手形割引を始める。
- 1980年2月 - 手形担保貸付、保証人貸付を始める。
- 1984年
  - 1月 - 貸金業規制法の施行に伴い、東京都に貸金業登録
  - 7月 - 不動産担保貸付を始める。
- 1985年2月 - 有価証券やゴルフ会員権を担保とした貸付を始める。
- 1988年2月 - 仮登記担保貸付を始める。
- 1989年8月 - 株式を店頭公開
- 1997年10月 - 東京証券取引所2部上場
- 1999年
  - 7月 - 東京証券取引所1部に指定替え
  - 11月と12月 - 商工ローン問題を受け、大島健伸社長（当時）が国会で証人喚問を受ける。
- 2002年11月1日 - 商号を株式会社SFCGに変更
- 2005年11月25日 - 貸金業法違反により、関東財務局から12日間（東京・大宮両支店では22日間）の業務停止命令を受ける。
- 2007年
  - 1月 - 株式会社メサイア・インベストメント、株式会社ヴィーナスファンド・ホールディングスの2社を吸収合併。
  - 6月 - 全国に融資業務を行う子会社46社（株式会社日本アセットファイナンス）などを設立し、融資業務を移管。SFCGの全支店を廃止。
  - 11月 - 株式会社日本アセットファイナンスの株主割当増資に際し、他の都道府県ごとの子会社（沖縄県以外の45社）の株式で現物出資をして、株式会社日本アセットファイナンスの子会社（SFCGの孫会社）とする。
- 2009年
  - 2月20日 - 臨時株主総会で、辞任した2人の代わりに取締役2人の選任、取締役の報酬を月額2億円以下への改定などを決議。その後の取締役会で、創業者の大島健伸が代表取締役会長兼社長から代表権の無い取締役会長になり、小笠原充執行役員副社長が代表取締役社長となる。同日、担保提供していたSFCGおよび子会社保有の株式について、日本振興銀行が担保権の実行をし、多くの株式を失い、複数の子会社・関連会社が子会社・関連会社から外れる。
  - 2月23日 - 東京地方裁判所に民事再生法の適用を申請（負債総額3380億円）[16]。東京証券取引所は整理銘柄に指定し、上場廃止日を3月24日と決定。
  - 2月24日 - 東京地方裁判所から再生手続開始決定[17]。
  - 3月16日 - 関連会社の株式会社Jファクター（旧株式会社マイダスキャピタル）が、貸金業法に違反して、禁固刑以上の刑が確定した人物が、刑の執行終了後5年以内にもかかわらず経営に参加していたとして、関東財務局から貸金業登録を取り消す行政処分を受ける[18]（貸金業法26条の6の5第1項第1号、6条1項9号・4号）。
  - 3月23日 - 会長である大島健伸が、会社の決算を粉飾して親族らに18億に及ぶ違法な配当をしたとして、弁護士グループに刑事告発される。
  - 3月24日 - 東京地方裁判所が再生手続廃止決定。東京証券取引所の上場廃止。
  - 3月27日 - SFCG社長の小笠原充が、登録取消処分を受けた株式会社Jファクターの役員を兼任していたとして、東京都から貸金業登録の取消処分を受ける[19]（貸金業法26条の6の5第1項第1号、6条1項9号・3号）。
  - 4月21日 - 破産手続開始決定。
- 2010年6月16日 - SFCG元会長らを資産隠しなどの容疑で逮捕。
- 2016年3月28日 - SFCG元会長に問われていた民事再生法違反や会社法の特別背任などの罪について、1審の有罪判決を取り消し、2審で全面無罪の判決が下された[20]。
- 2019年12月18日 - 東京地方裁判所から破産手続結了決定を受ける。同時に法人格消滅。

## SFCGの特徴
SFCGは、旧商号である「株式会社商工ファンド」であった時代から、銀行や他の金融機関が「与信能力に問題があり、自社としては貸付不能」と判断した企業に対して、銀行等より高く設定した金利と複数の連帯保証人をつける事によりリスクを軽減する戦略で融資を行ってきた企業である。
また、訴訟・保全・担保実行・公正証書による強制執行など、法律を使った回収を行う事が特徴である。
1999年に、日栄（現：日本保証）問題から端緒を発したいわゆる商工ローン問題が社会問題となった際には、社長が国会に証人喚問され、発言を求められた。
2005年（平成17年）11月25日、貸金業法違反により、管轄である関東財務局から、2005年12月5日から12日間（特に悪質と認められた東京支店と大宮支店では22日間）の業務停止命令が下された。SFCGはこれに対し、東京地裁・東京高裁に処分が無効であることを確認する仮処分を求めたが、認められなかった。

## SFCGの営業方法

### 破産直前まで
SFCGの営業方法は、電話による企業経営者ならびに経理担当者へのアプローチから始まる。俗に、テレアポセールスという。電話先リストは、電話帳データを元に、民間信用調査機関の信用調査データを組み合わせた「GSリスト」と呼ばれるものを使っている。営業担当者は、銀行などからの借り入れが難しく需要を見込めるということで、信用度が低い企業を選んで電話をかけることが多い。電話で興味を示した顧客に対しては、FAXなどで融資申込書を送付しそれに記載された情報を元に与信審査を行う。与信審査の方法は銀行からの貸付量などのほかにもノンバンクからの借り入れ状況やトラブル状況などの確認などで行われる。
信用力強化ノルマ達成のために、既存の連帯保証人の根保証額の残額に関係なく、連帯保証人の担保力が低下した場合には、新たな「連帯保証人」をつけることを条件に貸付を行うことも頻繁である。

### 過去
過去の営業手法で問題となったのは、「新規顧客」の獲得数で営業担当者の評価が決まっていたため、本人への融資のほかに、ノルマ達成のため配偶者への融資や、個人に「屋号」をつけて「新規顧客」とすることが行われていた。また、債務者が返済できなくなった際も、連帯保証人として債務を引き継がせるのではなく、連帯保証人を「新規顧客」扱いにするという手法も行われる。これらの手法は、社内で「作り新規」と呼ばれており、SFCG社内でのノルマ達成の常套手段となっていた。これら「作り新規」による「新規顧客」は、社会通念上、一般的に使用される「新規顧客」とは言えないものである。
現在、「作り新規」については社内での管理・監査態勢が強化されたため、「新規顧客」と扱われなくなった。したがって、ノルマ達成の用に供することができなくなったため、行われなくなった。

## 契約の方法
SFCGは、契約時に多数の書類に署名・捺印させ、印鑑証明書を添付させているが、それは貸金業法が詳細な説明と書類の受渡しを法定しているためである（貸金業法17条など）。
契約時に署名・捺印させられる書類は主なものだけでも、
1. 金銭消費貸借契約書（借用書に該当するもの）
2. 連帯根保証契約書（上記、金銭消費貸借契約書と同一書面に記載）
3. 根抵当権設定登記、及び公正証書作成委任状
4. 私製手形
5. 実行写真（ポラロイドカメラによる）※下記、参照

などが挙げられる。
また、本人確認のため、本人確認用の書類（免許証等）のコピーの取得の上、本人（主債務者）および保証人（連帯保証人）は融資実行者と共に、写真撮影をされる。
また、契約の際、借り主に渡される金員は、金銭消費契約書に記載されている全額であるが、前取利息として、契約後速やかに一月分の利息を取り立てるため、仮に100万円借りた場合、1万円札100枚が渡されるのではなく、利息を支払うのに必要な金額が両替され、封筒に入れられた上で渡されていた。
上記、契約書類への署名・捺印がなされると、直ちに借りた金が交付されるが、合計額が金銭消費契約書に記載されている額と合っているのが確認され次第、その場で一月分の利息を取り立てていた。
これは、利息を支払ったという事実を作ることにより、契約が無効であるという主張を債務者がしてくることを防ぐ目的もあった。

## SFCGの取立・回収手法
SFCGの取立は、保証人に、根保証による連帯保証契約を結ばせるという手法を使う。その結果、根保証極度額の範囲内で、保証人へ告知することなく債務者の債務額は増減し、結果として、連帯保証人の知らない間に保証人が考えている以上の金額を債務者が借り入れている場合があり、錯誤無効の主張（裁判上は保証否認の訴え）がされることがある。また、SFCGの回収手法は、借用書や連帯保証契約書を裁判による確定判決なしに強制執行を行える強制執行認諾文言付公正証書にしておくのが特徴である。これらの公正証書作成に関して、白紙委任状をとっておくという手法が、監督官庁に問題視され、2005年の処分の原因となった。
SFCGは、主債務者の支払いが遅れた場合、期限の利益が喪失したとして、強制執行認諾文言付公正証書を使って債務者・保証人に対して強制執行を行い、回収を行う。
その際には、公正証書に基づき連帯保証人の給与やその他不動産等の財産を差し押えることも行われる 。しかし、給与の差押えを理由に、勤務先が連帯保証人を解雇するケースもある。
また、私製手形を使った手形訴訟を行っていたが、後述のように司法により否定された。
ダイレクトメールを送付することにより債務者らに対し一斉に一括返済を迫ったり、期限の利益を喪失したかどうか争いがある状態での売掛金債権譲渡担保の実行（売掛先からの回収・督促行為）している。なお、いわゆる人権派弁護士によって構成される「日栄・商工ファンド対策全国弁護団」が、SFCGに対して全国で訴訟を提起した。

## 司法による判断
いわゆるグレーゾーン金利について、金融業者一般と同様SFCGも利息制限法を超過する約定利息を徴収している。現時点においては、2006年の改正利息制限法により否定されている（詳細については過払金の項参照）。
いわゆるみなし弁済規定について、SFCGも最高裁まで争ったが敗訴し、その後、2006年の貸金業法の改正によって、みなし弁済規定は廃止された。
私製手形（おもちゃ手形、手形記載事項を統一手形用紙ではない私製の用紙に記入した流通性を意図しない手形）について手形訴訟（いずこの債務者でも東京地裁で迅速な判決が得られた）を行い、確定判決を得て強制執行する手法については、2002年に東京地裁がSFCGに手形訴訟を起こさないよう要請するという異例の事態にまで発展した。2002年に東京地裁における手形訴訟の約8割の1500件がSFCGの提訴によるものであったという。また、2003年11月17日の東京地裁判決において私製手形に係る手形訴訟が、手形制度及び手形訴訟制度を濫用するものとして不適法とされた。

## 行政による対応
2005年（平成17年）11月25日には、白紙委任状を不適切に取得した上での公正証書作成ならびにその行使が、重大な貸金業法違反に当たるとして、関東財務局から12月5日から12日間（一部の支店では22日間）の業務停止命令が出され、SFCGは東京地裁に処分停止の仮処分申請を申請したが却下され、それを不服として東京高裁に即時抗告したが認められなかった。
SFCGの強引な強制執行認諾付公正証書取得方法は、行政でも問題視され、法務省から「公正証書作成にあたっての手続きの適正化」として、公正証書作成手続きが厳格化されるなどの影響を及ぼした。
また、金融庁の「貸金業制度等に関する懇談会」（第6回会合）でSFCGの貸付・回収方法について債務者からの発言が取り上げられるなど 、高金利貸金業者に対する行政のこれからの対応が注目される中、金融庁はSFCGがその顧客が気付かない間に白紙委任状を作成し、それによって作られた公正証書を使った債権回収を行う手法が、重大な貸金業法違反だとして、平成17年11月25日、業務停止命令を発出し、平成17年12月5日から16日まで（東京支店と大宮支店では12月26日まで）、SFCGは全ての業務（約定返済期日に返済するための振込用紙の送付に関する業務を含み、訴訟又は調停に応ずる業務及び関東財務局が特に必要と認めた業務を除く）ができなくなる事態になった。
当該業務停止処分は、大宮支店が200万円の連帯保証契約を交わした連帯保証人に対し、白紙委任状を使って594万円保証した旨の公正証書を作成し、連帯保証人の預金ならびに生命保険の差し押さえを行った事案（白紙委任状の取得禁止（貸金業法第20条違反））と、東京支店が債務者が借り入れ後に購入した不動産に対しなんらの通知もなく担保権の設定を行った事案（契約書面の不交付（貸金業法第17条違反））である。本来であれば、大宮支店と東京支店のみの営業停止処分が考えられるが、金融庁によれば大宮支店の事案と同様の白紙委任状が全国各地の営業所で75件見つかったため、会社ぐるみで法令違反の債権回収を指示していたと認定し、全支店の営業停止処分に踏み切ったとしている。
SFCGは「法令違反の事実はない」と、東京地裁に行政処分取り消しの仮処分の申し立てを行ったが、同地裁のSFCGの債権回収手法に対する判例・態度等等から予測されたように、仮処分は認められなかった。SFCGは、東京高裁に即時抗告を行ったが、それも認められず却下された。SFCGは、さらに最高裁への特別抗告を検討中としていたが、特別抗告は行われなかったようである。
最近の、金融庁「貸金業制度等に関する懇談会」の動向を見ている限りでは、SFCGを含めた「高利貸」を規制し、さらに「利息制限法」以上の利息を払わないことによる「不利益」を与えない旨を契約書に記載すべきという、日弁連から「「貸金業の規制等に関する法律施行規則の改正を求める」意見書（要望）」 が出されるなど、「高利貸」借入者保護の立場からの発表が多数取り上げられていることに鑑みると、「利息制限法」以上の利息を取る（いわゆるグレーゾーン）事ができなくなるという事態も容易に想像できる。

## 立法の対応
事業者金融業者による根保証契約による被害が多発したため、救済と債務者・保証人を保護するため民法が改正された。
1. 極度額の無い根保証契約が無効になる
2. 保証人は元本確定期日までに発生した融資に限って保証すればよい。元本確定期日は契約日から5年、あるいは、期限の定めの無い時は契約日から3年である。
3. 主たる債務者や保証人が強制執行を受ける・破産手続きを開始する・死亡した場合は、それ以降に行われた融資の保証をする必要が無い
4. 根保証契約を含む保証契約は書面によらなければ無効になる

金融庁は、2006年（平成18年）1月13日に最高裁がグレーゾーン金利による契約において、「期限の利益の喪失」条項がある場合は、事実上利息制限法以上の金利を強制的に払わせるものだとして、みなし弁済は認められないとの判決を出したのを受けて、平成18年2月8日、「貸金業の規制等に関する法律施行規則の一部を改正する内閣府令」を改正するとの意向を発表した。
貸金業法（平成19年12月19日施行より、「貸金業の規制等に関する法律」から名称変更）の改正にも、SFCGの業態を想定したと思われる条文が散見される（例:公正証書について、貸金業を営む者は、債務者等に対して公正証書作成嘱託の代理人を推薦その他それに類する行為を行ってはならないとされた（貸金業法20条3項））。

## その他の事象
- 2005年（平成17年）11月25日に、金融庁は、SFCGが公正証書偽造等による債権確保を図った行為が、重大な貸金業法違反であるとして、営業停止処分を課したが[23][24]、それを受け東京都貸金業協会は、2005年11月29日、会員権の一時停止処分を下した。その後、平成17年12月12日臨時理事会を開き、社長ならびに役員を招集した上で弁明の機会を与えたが、同日理事会は6ヶ月間の会員権停止（義務は課す）処分を行った[40]。

- 株価は1999年7月6日に94000円を記録したのがピーク。民事再生申し立て後の2009年2月末時点での株価は10円を割り込んでおり、ピーク時の約1万数千分の1にまで下落していた。一時1円にまで下落した。上場廃止時点での株価は2円だった。

## 関連判例
- みなし弁済（貸金業法43条）が厳格適用され、書類が完全でない場合はみなし弁済の要件を満たしていないとされ、差戻された事件。
  - 最高裁判所 平成15（受）390号 不当利得返還請求事件
  - 最高裁判所 平成15年（オ）386号 不当利得返還請求事件
- みなし弁済（貸金業法43条）が厳格適用され、利息制限法以上の金利の支払いについて、「期限の利益喪失条項」などで事実上の強制・明確な強制がなされた場合、みなし弁済の要件を満たしていないとされ、差し戻された事件。
  - 平成18年01月13日 第二小法廷判決 平成16（受）1518 貸金請求事件
- SFCGが貸付に際し主債務者及び連帯根保証人から共同振出させている私製手形に係る手形金請求の手形訴訟が、手形制度及び手形訴訟制度を濫用するものとして不適法とされた事例
  - 東京地方裁判所平成15年（手ワ）第168号、同第169号、同第180号約束手形金請求

## 関連会社

### 親会社
- 株式会社Q and Company[41]（旧ケン・エンタープライズ） - 創業家の資産管理会社。創業者家族が株式大部分の保有し、SFCG会長（創業者）の妻が代表取締役社長。2008年10月28日に、KEホールディングスの株式54.74%を創業者夫妻から取得し、SFCGの親会社となる。2008年10月31日に現在の商号に変更[42]。
- 株式会社ASA（旧株式会社KEホールディングス） - 株式会社Q and Companyの子会社（2008年10月までは創業家が全株式を所有する関連会社（間接保有9.36%含む）だった）。SFCG会長（創業者）が同社の代表取締役社長を兼務。SFCGの株式44.76%を保有する親会社だったが、日本振興銀行の担保権実行により33.01%に低下したため、現在は「その他関係会社」に該当。

### 主な子会社
- 株式会社日本アセットファイナンス - 事業者金融事業の中間持株会社
  - 株式会社東京アセットファイナンスほか45社（沖縄県以外の都道府県ごとにある子会社） - SFCGの事業を承継した販売子会社
- 株式会社MAGねっとホールディングス（旧株式会社T・ZONEホールディングス→株式会社MAGねっと） - 投資事業
  - 株式会社T・ZONEストラテジィ - パソコン関連機器販売業
  - 旧株式会社TZCS（旧株式会社T-ZONEキャピタル） - 2008年3月26日にSFCGが吸収合併
- 株式会社TZCI
- 株式会社ジャスティス債権回収 - 債権回収代行業（サービサー）。SFCG経営破綻後大島の親族に株式が移され、本店が宮城県栗原市に移されている。

### 主な関連会社
- 株式会社塩見ホールディングス - 2008年8月まではMAGねっとが、以降はSFCGが、31.10%の株式を保有
- マジェスティ ゴルフ株式会社（旧マルマン株式会社） - SFCG子会社のMAGねっとが67.06%の株式を保有する親会社であったが、2009年2月の日本振興銀行の担保権実行により、保有株式を67.06%から30.35%に減少させ、SFCGおよびMAGねっとの子会社ではなくなった。

## かつての関連会社
- 株式会社カーチスホールディングス - SFCG子会社のMAGねっとが51.0%の株式を保有する親会社であったが、2009年2月の日本振興銀行の担保権実行により、保有株式を51.0%から0.05%に減少させ、SFCGおよびMAGねっとの子会社ではなくなった。
- 佐藤食品工業株式会社（愛知県の天然調味料等製造会社） - SFCG子会社の株式会社TZCIが50.05%の株式を保有する親会社であったが、2009年2月の日本振興銀行の担保権実行により、TZCIは保有株式をすべて失い、SFCGおよびTZCIの子会社ではなくなった。
- 株式会社大田花き - SFCGが22.6%の株式を保有する第2位の株主だったが、2009年2月の日本振興銀行の担保権実行により、SFCGは保有株式をすべて失い、関連会社ではなくなった。
- ミヤコ株式会社（本社・大阪市の配管部材製造会社） - SFCGが28.73%の株式を保有する筆頭株主だったが、2009年2月の日本振興銀行の担保権実行により、SFCGは保有株式をすべて失い、関連会社ではなくなった。
- 日本管財株式会社 - 9.47%の株式を2008年に松下電工（後のパナソニック電工）に売却。2009年2月に日本振興銀行の担保権行使により、残る18.20%の保有株式を全て失う。
- ビオフェルミン製薬株式会社 - T-ZONEキャピタルが筆頭株主となる。2008年に大正製薬の株式公開買い付けに賛同し、株式売却。
- 理研ビタミン株式会社 - 2005年よりTZSCの株式買い占めにより筆頭株主となる。2008年にキッコーマンへ譲渡。
- 株式会社ライブドアオート（現在のカーチスホールディングス株式会社） - ケン・エンタープライズによる敵対的買収で子会社化、2009年2月に日本振興銀行による担保権が行使され、保有株式を全て失う。